# Masteria franzi
Masteria franzi – gatunek pająka z infrarzędu ptaszników i rodziny Dipluridae.

## Taksonomia
Gatunek ten opisany został po raz pierwszy w 1991 roku przez Roberta Ravena. Jako lokalizację typową wskazano góry Tiouandé koło Hienghène na Nowej Kaledonii. Epitet gatunkowy nadano na cześć Herberta Franza, który odłowił holotyp.

## Morfologia
U jedynego zmierzonego samca ciało ma 2,9 mm długości przy prosomie długości 1,3 mm i szerokości 1 mm, a opistosmie (odwłoku) długości 1,4 mm i szerokości 0,8 mm. Karapaks jest żółtobrązowy, zaopatrzony w ośmioro oczu i małą, płytką jamkę. Żółtobrązowe szczękoczułki mają 8 ząbków na przedniej krawędzi bruzdy. Barwa wargi dolnej, szczęk, sternum, nogogłaszczków i odnóży jest żółtawobrązowa. Pazurki nieparzyste odznaczają się siedzącymi ząbkami. Kolorystyka opistosomy jest jednolicie żółtawobrązowa. Nogogłaszczki samca cechują się uzbrojonymi w od 8 do 10 kolców powierzchniami tylno-bocznymi goleni,  wrzecionowatym cymbium z czterema lub pięcioma kolcami na szczycie, szeroką apofizą paraemboliczną oraz tak długim jak ona, smukłym embolusem.

## Ekologia i występowanie
Pająk ten zasiedla nizinne równikowe lasy deszczowe. Bytuje w ściółce, butwiejącym drewnie i grzybach nadrzewnych.
Gatunek endemiczny dla Nowej Kaledonii, znany wyłącznie z lokalizacji typowej.